# Nephodia sororcula
Nephodia sororcula är en fjärilsart som beskrevs av Paul Dognin 1892. Nephodia sororcula ingår i släktet Nephodia och familjen mätare. Inga underarter finns listade i Catalogue of Life.